# Вохмянин, Владимир Анатольевич
Влади́мир Анато́льевич Вохмя́нин (27 января 1962, Темиртау, Карагандинская область, Казахская ССР, СССР) — советский и казахстанский спортсмен по пулевой стрельбе), бронзовый призёр Олимпиады-1992 в Барселоне и Олимпиады-1996 в Атланте, Заслуженный мастер спорта СССР (1992).

## Биография
Занимается пулевой стрельбой с 1973 года. Уже в 1975 году на спартакиаде школьников Казахстана занял первое место. В 1980 году на кубке СССР по пулевой стрельбе в Сухуми завоевал первую взрослую награду — бронзу. Позже 4 раза был чемпионом СССР (в личном и командном зачете).
Выступая за советскую сборную дважды становился чемпионом мира (1982, 1986) и дважды чемпионом Европы (1982, 1987). На Олимпиаде-1988 в Сеуле был 21-м.
В составе Объединенной команды стал бронзовым призёром Олимпиады-1992 в Барселоне.
Выступая за казахстанскую сборную на Олимпиаде-1996 в Атланте снова был третьим. На своей последней Олимпиаде в австралийском Сиднее В.Вохмянин показал 12-й результат.
На региональных соревнованиях В.Вохмянин стал чемпионом Азии (1995), Азиатских игр (1995), Центрально-Азиатских игр (1998), серебряным призёром Азиатских игр (1998), бронзовым призёром Азиатских игр (1998). А на своих последних Азиатских играх в 2006 году взял командную бронзу (с сыном Сергеем и Игорем Шмоткиным).
На этапах кубка мира взял золото (1996), серебро (1993, 1997) и бронзу (1997).
Заслуженный тренер РК по пулевой стрельбе. Награждён медалями «Ерен еңбегі үшін» (1995), «Қазақстан Республикасының тәуелсіздігiне 10 жыл» (2001); Почетной грамотой Президента РК (2001).
Окончил Казахский государственный институт физической культуры (1993), специальность — тренер-преподаватель.
С 1993 года — тренер-преподаватель ДШНК. С 2007 года — тренер сборной Кувейта.
С 2001 года по настоящее время — главный тренер сборной Казахстана по пулевой стрельбе. Вице-президент Федерации спортивной пулевой стрельбы.
Женат. Супруга — Вохмянина А. Н., генеральный секретарь Федерации спортивной пулевой стрельбы. Сыновья — Сергей (1982 г.р.) и Александр (1985 г.р.) — чемпионы мира среди юниоров 2002 года по пулевой стрельбе.